# 勢多山
勢多山（せたやま）は、北海道の河東郡上士幌町にある標高996.6mの山である。山頂には二等三角点「瀬多」が設置されている。

## 概要
石狩山地を構成する東大雪の山で、ウペペサンケ山からナイタイ山へ連なる稜線上の標高約1240mの無名峰からさらに東へ伸びる尾根上に位置し、さらに東には女夫山が並ぶ。
山名は南東側を流れる音更川支流のセタ川に由来し、北海道実測切図には「セタア」と記載されアイヌ語で「犬」を意味するとされる。

## 登山
登山道はないため残雪期に登られることが多い。主な登頂ルートはナイタイ川沿岸から南側の尾根を登るルート、もしくはセタ川から南東の尾根や沢を登って山頂へ至るルートである。セタ川から登る登山者の一部には女夫山も併せて登る人もいる。